# Кафолічна церква православної віри
Кафолічна церква православної віри — російські греко-католики на Луганщині. Протягом XX ст. у краї робилося кілька спроб створити російські греко-католицькі громади.

## Російська католицька місія
Першу російську греко-католицьку громаду на Луганщині заснував уродженець Уфимської губернії ієромонах Потапій Ємельянов. Прийняття ним греко-католицизму сталося унаслідок конфлікту з православною церковною владою.
8 лютого 1918 р. митрополит Харківський Антоній Храповицький тимчасово заборонив здійснювати священнодії о. Потапію, настоятелю Троїцької єдиновірської церкви в Харкові. Парафіяни цього приходу звернулись до єпархіальної влади з проханням призначити ревізію церковного майна, бо, за їхніми словами, з храму за о. Потапія зникли цінні предмети. Харківський архієрей доручив благочинному здійснити дізнання, а до закінчення справи заборонив о. Потапію відправляти богослужіння. Сам ієромонах заявив, що частину майна сховав від більшовиків, а іншу продав із записом надходжень у прибутково-видаткову книгу. З Харкова Ємельянов переїхав до Нижньої Богданівки, що на Старобільщині (нині у складі с. Червоного Жовтня Станично-Луганського району). Незважаючи на заборону, він посів там місце священика в Казанському храмі, куди його запросили віруючі. Переважна більшість жителів цього села, які були нащадками вихідців із Росії, сповідували православну віру. Невелика частина селян належала до старообрядців білокриницького напряму. У селі також мешкала нечисленна група єдиновірців. У парафії довгий час служили священики, які не змогли задовольнити духовної жаги віруючих. Г. Тарановський, речник уряду Павла Скоропадського, повідомляв, що нижньобогданівці «стужили за добрим пастирем». Вони мріяли про призначення до них такого клірика, «котрий говорив би їм повчання та пояснював Слово Боже», а не думав про те, як обібрати парафіян. А ієромонах Ємельянов, який з 1915 р. неодноразово приїжджав до Нижньої Богданівки, зумів здобути симпатії серед місцевих жителів. 4 лютого селяни на мировому сході одностайно обрали своїм пастирем о. Потапія, відхиливши кандидатури чотирьох інших священиків, які заявили про своє бажання вступити на цей приход. Єпархіальна влада отримала ухвалу нижньобогданівців, коли Ємельянов був уже заборонений. Тому віруючим запропонували провести повторні вибори, на яких, однак, знову обрали о. Потапія. Тоді духовне керівництво звернулося до ієромонаха із закликом припинити незаконне служіння. Після майже піврічного умовляння було вирішено вжити рішучіших заходів. За проханням єпископа Старобільського Неофіта міліція доставила священика до Харкова на церковний суд. 6 червня ієромонаха оселили в Спаському монастирі, звідки він утік наступного дня. 27 червня Харківська духовна кон-систорія позбавила П.Ємельянова ієрейського сану та чернецтва. Увесь цей час нижньобогданівці були на боці свого пароха, навіть подали клопотання гетьману Павлу Скоропадському про залишення ієромонаха в їхній парафії.
Зневірившись у позитивному результаті та вдавшись у відчай, П.Ємельянов ухвалив рішення про перехід в унію і звернувся до луганського ксьондза М.Ягулова. Католицький священик порадив йому зв'язатися з деканом латинського приходу Харкова Антонієм Квятковським. Від нього П.Ємельянов дізнався про те, що у Петрограді знаходиться глава Російської католицької місії (Екзархату Української греко-католицької церкви) о. Леонід Федоров. Наприкінці червня Ємельянов вирушив до нього. 29 червня російський екзарх включив Казанську парафію до своєї юрисдикції. Ієромонах налагодив також стосунки з главою Української греко-католицької церкви митрополитом Андреєм Шептицьким.
Події у Старобільській єпархії набрали широкого розголосу. Повідомлення про «нижньобогданівських уніатів» не сходили зі шпальт газет «Наша Родина», «Русская жизнь», «Южный край» протягом кількох місяців. 19 липня 1918 р. відбулася зустріч П. Скоропадського з харківською делегацією, у ході якої було порушено питання про поширення унії на сході України. Водночас митрополит Андрей Шептицький, якому П.Ємельянов регулярно надсилав листи про стан справ у громаді, висловив протест гетьману з приводу переслідувань в Українській Державі греко-католицького священика. Скоропадський доручив Міністерству сповідань провести розслідування цієї справи. В єпархію виїхав директор департаменту інославного сповідання Григорій Тарановський. У своєму звіті він указав на правомірні дії духовного керівництва, оскільки Ємельянов був покараний до переходу в унію ще як православний клірик. Щодо парафіян, то переважна більшість не наважилися наслідувати приклад свого пастиря. У розмові із селянами Тарановський з'ясував, що о. Потапій намагався «схилити їх до відпадіння від православ'я, але спроби ці не тільки не знайшли відгук у їхньому оточенні, а, навпаки, зустріли рішучу відсіч».
8 жовтня київська газета «Наша Родина» повідомила, що П.Ємельянов покаявся перед єпископом Неофітом у своїх вчинках і був посланий на іспит у Святогірську пустинь під особливий нагляд духівника. 23 жовтня ієромонах заявив про свою готовність повернутися до лона православної церкви за умови, що його залишать парохом у Казанській церкві. Ймовірно, що такого запевнення він не отримав, і тому знову заходився організовувати греко-католицьку громаду.
Після захоплення Старобільщини Червоною гвардією ієромонах Потапій, який за сфабрикованим білогвардійцями звинуваченням у симпатіях до більшовизму з жовтня по грудень 1918 р. та із серпня по грудень 1919 р. сидів у тюрмі, був звільнений разом з іншими в'язнями. Він повернувся до Нижньої Богданівки, де між православними та греко-католиками спалахнув конфлікт за право володіти храмом. Греко-католицький священик звернувся за допомогою до Наркомюсту. Радянська влада, яка підтримувала всіх, хто виступав проти РПЦ, встала на бік вірних католицизму. У травні 1922 р. ліквідком передав церковне приміщення греко-католикам. Однак храм до дня свого закриття знаходився в руках православних. А о. Потапій відправляв богослужіння у невеликому приватному будинку. За станом на 1924 р. у його громаді нараховувалося 12 чоловік. У 1926 р. до Ємельянова з проханням про перехід в унію звернувся обновленський священик Мелхиседек Филимонов.
Після арешту екзарха Л.Федорова громада Нижньої Богданівки перейшла в юрисдикцію генерального вікарія Тираспольської римсько-католицької єпархії. Ємельянов підтримував також зв'язки з апостольським адміністратором єпископом Пієм-Євгенієм Неве.
У січні 1927 р. Потапій Ємельянов за звинуваченням у «контрреволюційній діяльності» був засланий на Соловки, де відбували покарання інші російські греко-католики. З арештом пароха громада в Нижній Богданівці припинила своє існування. П.Ємельянов помер у 1936 р.
Про «нижньобогданівських уніатів» стало відомо далеко за межами України.

## Російська католицька громада

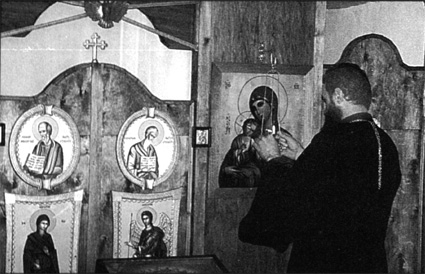
Відправи у молитовні російських католиків (Луганськ)

Питання про утворення російської католицької громади в Луганську в 90-х рр. XX ст. порушив православний протоієрей Валерій Кудрявцев, який на той час знаходився у конфлікті з єпархіальною владою Української православної церкви. Улітку 1992 р. під час перебування на Луганщині греко-католицьких священиків із Західної України В.Кудрявцев погодився перейти в юрисдикцію УГКЦ. У серпні 1992 р. він був призначений парохом греко-католицької парафії Луганська, яка складалася переважно з вихідців із Галичини.
Щоби забезпечити зростання громади за рахунок росіян і російськомовних українців, о. Валерій виступав за проведення богослужінь не тільки українською, але і російською мовами. Однак його пропозицію ніхто не підтримав. Тоді В.Кудрявцев вирішив утворити громаду російських греко-католиків. Свою допомогу йому запропонували традиціоналісти-лефевристи. За словами священика, його хвилювало те, що лефевристи були відокремлені від Римсько-католицької церкви. Але традиціоналісти запевнили його, що їхнє керівництво веде активні переговори з Ватиканом.
1998 р. у Луганську була заснована Російська католицька місія, яка у 2000 р. була перейменована у Російську православну кафолічну церкву, а у 2002 р. — у Кафолічну церкву православної віри.
Богослужіння відправлялися у храмі в ім'я Іоанна Хрестителя, під який був пристосований приватний будинок. Перша служба відбулася у травні 1999 р. Громадою видавався часопис «Глас вопиющего в пустыне». Протоієрей о. Валерій підтримував тісні зв'язки з архімандритом Михаїлом-Марієй (у миру — Ґреґорі Сім), настоятелем традиційних католицьких монастирів трансальпійських редемптористів (членів чернечого ордену спокутувачів), який у 1997—1999 рр. кілька разів відвідував Луганськ.
Громада російських греко-католиків не мала зростання і тому припинила своє існування у серпні 2002 р.

## Інші католицькі течії
- Римсько-католицька церква на Луганщині
- Громади УГКЦ на Луганщині